# Le Châtellier (Orne)
Le Châtellier és un municipi francès situat al departament de l'Orne i a la regió de Normandia. L'any 2007 tenia 380 habitants.

## Demografia

### Població
El 2007 la població de Le Châtellier era de 380 persones. Hi havia 146 famílies de les quals 32 eren unipersonals (24 homes vivint sols i 8 dones vivint soles), 49 parelles sense fills, 57 parelles amb fills i 8 famílies monoparentals amb fills.
La població ha evolucionat segons el següent gràfic:
Habitants censats

### Habitatges
El 2007 hi havia 179 habitatges, 148 eren l'habitatge principal de la família, 8 eren segones residències i 23 estaven desocupats. 171 eren cases i 8 eren apartaments. Dels 148 habitatges principals, 115 estaven ocupats pels seus propietaris i 33 estaven llogats i ocupats pels llogaters; 8 tenien dues cambres, 27 en tenien tres, 47 en tenien quatre i 65 en tenien cinc o més. 129 habitatges disposaven pel capbaix d'una plaça de pàrquing. A 68 habitatges hi havia un automòbil i a 68 n'hi havia dos o més.

### Piràmide de població
La piràmide de població per edats i sexe el 2009 era la següent:
| Homes | Edats   | Dones |
| ----- | ------- | ----- |
| 0     | 95 o +  | 4     |
| 0     | 90 a 94 | 4     |
| 0     | 85 a 89 | 0     |
| 0     | 80 a 84 | 0     |
| 4     | 75 a 79 | 4     |
| 12    | 70 a 74 | 0     |
| 12    | 65 a 69 | 8     |
| 4     | 60 a 64 | 8     |
| 16    | 55 a 59 | 0     |
| 4     | 50 a 54 | 8     |
| 16    | 45 a 49 | 16    |
| 12    | 40 a 44 | 8     |
| 24    | 35 a 39 | 8     |
| 16    | 30 a 34 | 12    |
| 8     | 25 a 29 | 16    |
| 0     | 20 a 24 | 8     |
| 8     | 15 a 19 | 12    |
| 20    | 10 a 14 | 12    |
| 4     | 5 a 9   | 12    |
| 8     | 0 a 4   | 0     |

## Economia
El 2007 la població en edat de treballar era de 247 persones, 181 eren actives i 66 eren inactives. De les 181 persones actives, 169 estaven ocupades (93 homes i 76 dones) i 12 estaven aturades (5 homes i 7 dones). De les 66 persones inactives, 23 estaven jubilades, 21 estaven estudiant i 22 estaven classificades com a «altres inactius».

### Ingressos
El 2009 a Le Châtellier hi havia 157 unitats fiscals que integraven 412 persones, la mediana anual d'ingressos fiscals per persona era de 15.781 €.

### Activitats econòmiques
Dels 5 establiments que hi havia el 2007, 1 era d'una empresa alimentària, 2 d'empreses de construcció, 1 d'una empresa de comerç i reparació d'automòbils i 1 d'una empresa d'hostatgeria i restauració.
Dels 2 establiments de servei als particulars que hi havia el 2009, 1 era una fusteria i 1 restaurant.
L'únic establiment comercial que hi havia el 2009 era una adrogueria.
L'any 2000 a Le Châtellier hi havia 14 explotacions agrícoles que ocupaven un total de 490 hectàrees.

## Equipaments sanitaris i escolars
El 2009 hi havia una escola elemental integrada dins d'un grup escolar amb les comunes properes formant una escola dispersa.

## Poblacions més properes
El següent diagrama mostra les poblacions més properes.